# فهرست فسادهای مالی در جمهوری اسلامی

اینفوگرافیک فسادهای اقتصادی در جمهوری اسلامی از ۱۳۷۱ تا ۱۴۰۲

بر اساس گزارش سالانه سازمان شفافیت بین‌المللی در سال ۲۰۲۲ نظام جمهوری اسلامی ایران از لحاظ فساد مالی، در میان ۱۸۰ کشور، رتبه ۱۴۹ را به خود اختصاص داده است. در سال 2024، جمهوری اسلامی از لحاظ فساد مالی، در رتبه 151 ام در بین 180 کشور جهان قرار دارد. علی خان‌محمدی، از مدیران ستاد امر به معروف، در گفت‌وگو با دیده‌بان ایران گفت: «فساد در دستگاه‌های اداری ریشه دوانده و برخی مدیران کشور را درگیر کرده است. از قراردادها تا انتصابات و موارد اخلاقی با فساد روبه‌رو هستیم که بیشترین پرونده‌ها مربوط به مسائل اقتصادی است.» حشمت‌الله فلاحت‌پیشه می‌گوید که «مجموع دزدی‌ها در پرونده‌های بزرگ اختلاس در ایران بیش از ۵۷ میلیارد دلار ارزیابی شده است. این رقم برابر با کل وامی است که کره جنوبی از صندوق بین‌المللی پول گرفت و ضمن نجات اقتصاد ورشکسته خود، در جمع ده اقتصاد برتر دنیا قرار گرفت». او مافیاهای نفت، تحریم، قاچاق [کالا]، قاچاق انسان و اخیراً فیلترینگ،» را به مرغ‌های کنه‌خوار اقتصاد ایران تشبیه کرد. جمشید برزگر، (روزنامه‌نگار ایرانی) می‌گوید که در جمهوری‌اسلامی برخوردهای قضایی در زمینه فساد انجام نمی‌شود و اگر انجام شود در راستای معادلات سیاسی و جناحی حکومت است. طی دهه ۱۳۹۰، صنعت پتروشیمی در ایران به محلی برای فساد مالی گسترده تبدیل شد که بسیاری از ابعاد سیاسی و اقتصادی ایران را تحت تاثیر قرار داد.

## مقایسه دولت‌ها در زمینه فساد مالی
اگر ارقام فساد طی ٣۵ سال اخیر که به حکم قطعی رسیده اند را در هر دولت جمع کنیم و به تعداد روزهای فعالیت همان دولت تقسیم کنیم، آمار فساد روزانه دولتها به شرح زیر محاسبه میشود(هزار دلار):
- دولت رفسنجانی: ٢٣٩
- دولت خاتمی: ۵١
- دولت احمدی نژاد: ١٨٠٠
- دولت روحانی: ٣٩۶
- دولت سیزدهم: ۷۶۴

‏دولت سیزدهم از ١۴٠٠/۶/٣ تا ١۴٠٣/۵/٣١، به مدت ١٠٩٢ روز برسر کار بود.

## نمونه‌ها
- تعداد ۳۰ شرکت و فرد حقیقی ایرانی ذکر شده در اسناد پاناما که در سال ۲۰۱۶ افشا شد. اسناد پولشویی و فرار مالیاتی پاناما افشا کننده نام ابر ثروتمندان پنهانکار جهان شامل ایران است که اغلب سیاستمداران یا وابستگان به قدرت هستند که میزان یا منبع ثروت خود را پنهان کرده بودند. اسامی ایرانیان اسناد پاناما و سیاستمدارانی از ملیت‌های دیگر توسط یک خبرنگار و با انگیزه مبارزه با بی عدالتی اقتصادی به روزنامه ای آلمانی داده شد و سپس در اختیار رسانه‌ها قرار گرفت.
- فساد هلدینگ یاس توسط محمدباقر قالیباف و قاسم سلیمانی[۹]
- رد درخواست الیاس قالیباف برای اقامت توسط دولت کانادا
- لیست سفرهای الیاس قالیباف که به اداره کانادا تحویل داده شده نشان می‌دهد که وی طی سال‌های ۲۰۰۵ تا ۲۰۲۱ به ۱۴ کشور و شهر اروپایی سفر کرده است.
- فروش نفت ۳۰۰ هزار بشکه نفت ایران به پسر شمخانی واگذار شده است. حسین شمخانی سالانه حدود ۲۰۰ میلیون دلار از تجارت محصولات پتروشیمی ایران سود می‌برد.[۱۰][۱۱]
- اختلاس ۱۲۳ میلیارد تومانی فاضل خداداد
- فساد ۹۲ هزار میلیارد تومانی فولاد مبارکه
- محکومیت غلامحسین کرباسچی و افراشته پور به تخلفات مالی
- اختلاس شهرام جزایری
- سیسمونی گیت توسط محمدباقر قالیباف
- فساد مالی اکبر طبری در دوران ریاست صادق لاریجانی بر قوه قضاییه
- اختلاس مرجان شیخ‌الاسلامی آل آقا به میزان ۷/۴ میلیون دلار در یکی از پرونده‌هایش[۱۲][۱۳]
- اختلاس هزار میلیاردی در سازمان بازنشستگی و شستا[۱۴]
- اختلاس در صدا و سیما (به مبلغ ۱۵۰ میلیون تومان، در قرارداد با سازمان تأمین اجتماعی)[۱۵]
- رانت‌خواری ۶۵۰ میلیون یورویی شرکت سپید استوار آسیا از بانک مرکزی ایران[۱۶]
- برداشت ۱۶ میلیارد تومان از حساب دولت توسط احمدی‌نژاد و واریز آن به حساب مشترک احمدی‌نژاد و بقایی[۱۷]
- دریافت رشوه ۱۷۰ نماینده مجلس از محمدرضا رحیمی (معاون اول محمود احمدی‌نژاد).[۱۸]
- دریافت رشوه ۳۰ تا ۹۰ میلیون تومانی برخی نمایندگان مجلس هشتم شورای اسلامی از محمدرضا رحیمی.[۱۹]
- حیف و میل یا اتلاف شدن ۷۰۰ میلیارد دلار سرمایه ملت ایران، در دولت محمود احمدی‌نژاد.[۲۰]
- اختلاس ۱۲ میلیاردی در واحد تویسرکان کمیته امداد.[۲۱]
- اختلاس ۸ هزار میلیارد تومانی از صندوق ذخیره فرهنگیان.[۲۲][۲۳]
- ناپدید شدن ۲۰ هزار میلیارد تومان در دوران شهرداری محمدباقر قالیباف.[۲۴]
- نماینده مردم رشت (غلامعلی جعفرزاده ایمن‌آبادی) در مجلس شورای اسلامی، گفت: رئیس کل بانک مرکزی مطرح کرد که یکی از موسسات ۱۲ هزار میلیارد تومان پول مردم را درحالی جمع کرده بود که سرپرست آن دیپلم نیز نداشت و مسلح وارد بانک مرکزی می‌شد و حتی من را نیز تهدید می‌کرد.[۲۵]
- بازداشت عیسی شریفی، معاون سابق قالیباف در شهرداری تهران، به اتهام فساد مالی.[۲۶][۲۷][۲۸]
- فرار یک کلاهبردار با مبلغ دزدی هزار و چهارصد میلیارد تومانی به خارج از کشور.[۲۹]
- کلاهبرداری هزار و ۴۰۰ میلیاردی اعضای یک خانواده از ۸ بانک/ بدهکار بزرگ بانکی از ایران فرار کرد.[۳۰]
- استفاده شخصی ۲۲ ساله از ویلای مصادره‌ای در لواسان توسط سرلشکر حسن فیروزآبادی.[۳۱]
- استفاده شخصی علی فلاحیان وزیر اطلاعات پیشین جمهوری اسلامی از ویلای مصادره‌ای در منطقه پل رومی. به گفته یکی از خبرنگاران، آقای فلاحیان آن ویلا را «غنیمت جنگی مسلمانان» خوانده بود.[۳۲]
- استفاده شخصی علی اکبر ولایتی از ویلای مصادره‌ای در کنار کاخ سعدآباد تهران.[۳۲][۳۳]
- استفاده محمد خاتمی رئیس دولت هفتم جمهوری اسلامی ایران از ویلای مصادره‌ای در محله نیاوران تهران به عنوان دفتر کار.[۳۴][۳۵]
- متهم شدن علاءالدین بروجردی و خانواده‌ش به دست داشتن در اختلاس امیرمنصور آریا توسط کریمی قدوسی.[۳۶][۳۷] کریمی قدوسی گفت: علاء الدین بروجردی رئیس کمیسیون امنیت ملی و سیاست خارجی مجلس یکی از این متهمین است که برای وی کیفرخواست صادر شده و قاضی نظر به بازداشت وی دارد. وی تصریح کرد: با توجه به اعترافات امیر منصور آریا متهم اصلی پرونده و همچنین با توجه به اعترافات فرزند بروجردی که در حال حاضر در بازداشت به سر می‌برد، علاءالدین بروجردی متهم این پرونده است و باید بازداشت شود.[۳۸]
- متهم شدن صادق لاریجانی، رئیس قوه قضاییه به داشتن ۶۳ حساب بانکی و هزار میلیارد تومان پول توسط محمود صادقی، نماینده تهران در مجلس شورای اسلامی.[۳۹][۴۰][۴۱]
- فساد پتروشیمی مرجان شیخ‌الاسلامی آل‌آقا به میزان ۳۱۸ میلیارد و ۶۳۷ میلیون و ۲۷۵ هزار تومان، و تحصیل مال نامشروع به مبلغ ۷ میلیون و ۶۵ هزار و ۵۲۹ یورو و ۸ میلیون و ۷۱۰ هزار و ۳۸۴ دلار.[۴۲][۴۳]
- در سال۱۳۹۰ ۳هزار میلیارد تومان توسط مه‌آفرید امیرخسروی که در سال ۱۳۹۳ اعدام شد، محمودرضا خاوری مدیر عامل وقت بانک ملی که به همراه حدود ۳ هزار میلیارد تومان، به کانادا گریخته است و محمد جهرمی وزیر کار وقت که نهایتاً فقط به پرداخت ۸ میلیون تومان محکوم شد، اختلاس شد.[۴۴][۴۵]
- در سال ۱۳۹۲، در بنیاد شهید و امور ایثارگران و در دوران مدیریت مسعود زریبافان، فساد ۱۷۰ میلیارد تومانی، اعطای ۸ هزار میلیارد تومان وام بدون ضمانت و با تبانی، کلاهبرداری از صرافی یکی از بانک‌ها در دوبی به مبلغ ۴۳۳ میلیون درهم، وجود ۵۰ تا ۷۰ نفر در یک شبکه فساد با همکاری برخی مدیران وقت بنیاد شهید و معامله با افراد و بخش‌های ممنوع‌المعامله افشا شد.[۴۶][۴۷]
- شهریور ۱۳۹۵ واگذاری املاک نجومی با محوریت شهرداری تهران، محمدباقر قالیباف و مهدی چمران، شهردار و رئیس وقت شورای شهر تهران، به برخی افراد خاص با قیمت‌هایی به شدت پایین‌تر از قیمت واقعیِ آنها بود. این املاک شامل ۲۰۰ آپارتمان، خانه ویلایی و زمین شهرداری تهران، در مجموع دو هزار و ۲۰۰ میلیارد تومان بوده است. مدیر سایتی که این فساد مالی را فاش ساخت با شکایت قالی‌باف و مهدی چمران بازداشت شد.[۴۶][۴۷]
- رسوایی فساد در فوتبال ایران ۱۳۹۲: رسوایی فساد در فوتبال ایران رشته افشاگری‌هایی مربوط به تبانی و رشوه است که منجر به محرومیت برخی داوران و مربیان شده و رسیدگی به آن ادامه دارد. این ماجراها از بازی رفت تیم‌های پرسپولیس تهران و سپاهان اصفهان شروع شد که در جریان آن محسن قهرمانی، داور بازی، در دقیقه ۳ یکی از بازیکنان پرسپولیس را اخراج و یک پنالتی به نفع سپاهان گرفت. علی دایی و محمدرضا رویانیان مربی و مدیرعامل پرسپولیس بعد از بازی قهرمانی را به فساد متهم کردند. محمد مایلی کهن در مقابل خود دایی را متهم کرد. ستاد تخلفات حرفه‌ای فدراسیون فوتبال با بررسی این قضایا قهرمانی و کمک مربی پرسپولیس را محروم کرد.
- عباس ایروانی، رئیس گروه قطعه‌سازی عظام در دو پرونده قضایی مرتبط با این گروه، با اتهاماتی مانند «اخلال عمده در نظام اقتصادی کشور» در مجموع به ۶۵ سال حبس محکوم شده است.[۴۸]
- یاشار سلطانی، روزنامه‌نگار، از پرونده زمین‌خواری در «مدرسه علمیه امام خمینی» پرده برداشت که بر اساس آن مالکیت باغ ۴۲۰۰ متری با ارزش تقریبی «هزار میلیارد تومان» به شرکتی متعلق به کاظم صدیقی و بستگانش منتقل شده است.[۴۹]
- فساد مالی و پولشویی ۲ فرزند محمد مصدق، معاون اول قوه قضاییه ایران[۵۰] میزان فساد ۲ فرزند محمد مصدق، ۲۰ هزار میلیارد تومان بوده است.[۵۱]
- اتهام اختلاس محسن پهلوان، مدیر شرکت پدیده شاندیز، به مبلغ ۹۴ هزار میلیارد تومان[۵۲]
- اختلاس ۲ میلیون دلاری از بندر امام خوزستان و فرار اختلاسگر به کانادا.[۵۳][۵۴] نام متهم اختلاسگر آرش اشتری است.[۵۵][۵۶]
- بازداشت موعود شمخانی (برادرزاده علی شمخانی) به دلیل اختلاس ۱۳۰ هزار میلیاردی[۵۷]
- واریز پول توسط علی‌اکبر رائفی‌پور از حساب مالی مؤسسه خودش به حساب مالی پدر و خواهرش.[۵۸]
- فساد در فدراسیون فوتبال؛ صدها سکه طلا و میلیون‌ها دلار رشوه. «خداداد افشاریان»، رئیس کمیته داوران و «سهیل مهدی»، رئیس برگزاری مسابقات سازمان لیگ، از سمت‌های خود برکنار شده‌اند.[۵۹]

## دورهٔ سید روح‌الله خمینی

### صادرات جعلی در سایپا و دریافت ارز به‌جای خودرو
همچنین در دولت اول میر حسین موسوی و زمان وزارت بهزاد نبوی در  وزارت صنایع سنگین تخلفات ارزی و ریالی در خودرو سازی سایپا صورت گرفت که منجر به استیضاح نبوی در آخرین روز وزارت در کابینه اول مهندس موسوی شد.
بر اساس خاطرات رفسنجانی، در گزارش خلاصه کمیسیون قضائی مجلس، تخلفات آقای تورج منصور، مدیرعامل شرکت سایپا (تولیدکننده خودرو رنو ۵) و ۹ نفر از همکارانش، استفاده از حواله‌ها و گران کردن قیمت خودرو بدون ضابطه، معامله غیرقانونی ارزی، فروش تحمیلی کالا به مشتریان همراه با فروش خودرو، اخذ رشوه از دلالان و واسطه‌ها، انجام معاملات ربوی با اموال شرکت سایپا، ایجاد شبکه دلالان فروش خودرو و سوءاستفاده از امکانات سایپا برای منافع شخصی اعلام شده بود.

### قاچاق کالا و مواد مخدر و دلالی
- صادق طباطبایی سخنگوی سابق دولت موقت ایران و برادر زن احمد خمینی، به جرم قاچاق ۱٫۵ کیلوگرم تریاک در ۱۹۸۳ در آلمان بازداشت می‌شود و به علت داشتن پاسپورت دیپلماتیک (مصونیت سیاسی) آزاد می‌شود.[۶۳] این در حالی است که بی‌بی‌سی فارسی، مدعی است که او به دلیل قاچاق یک کیلو و هشتصد گرم تریاک بازداشت شد. اما بعد دادگاه وی را تبرئه کرد که به عقیده مخالفان جمهوری اسلامی، آقای طباطبایی با وساطت دیپلماتیک جمهوری اسلامی ایران توانست این پرونده را به سود خود ببندد.[۶۴] برخی از روزنامه‌ها، مقدار تریاک قاچاقی را ۱٫۶۵ کیلوگرم گزارش داده‌اند که در فرودگاه دوسلدورف، کشف گردید.[۶۵] به گزارش نیویورک تایمز، طباطبایی در فرودگاه دوسلدولف در آلمان غربی به تاریخ ۸ ژانویه ۱۹۸۳ بازداشت شد. اتهام او حمل ۴ پوند تریاک خام در چمدانش بود که توسط مأمورین گمرک فرودگاه کشف شد. در مارس، در دادگاه آلمان غربی او به جرم قاچاق مواد مخدر به ۳ سال زندان محکوم شد که شب قبل از صدور حکم، او به ایران گریخت.[۶۶] اما روزنامه کوریور می‌نویسد که طباطبایی (برادرزن احمد خمینی) مقدار ۳۰ پوند تریاک قاچاق کرده بوده است.[۶۷] اسپوکن کرونیکال نوشته است که میزان تریاک خام قاچاقی طباطبایی، ۳ پوند بوده که به ارزش ۱۷ هزار دلار بوده است.[۶۸]

## دورهٔ سید علی خامنه‌ای

### دولت احمدی‌نژاد
با وجود آنکه احمدی‌نژاد با شعار مبارزه با فساد رویکار آمد اما میزان فساد اقتصادی در دوران وی به شدت افزایش داشت.
- محکومیت معاون اول ریاست جمهوری (محمدرضا رحیمی) به جرم فساد مالی
- محکومیت معاون اجرایی محمود احمدی‌نژاد، حمید بقایی به اتهام تصرف غیرمجاز، اختلاس و تبانی در معاملات دولتی.[۷۰]
- اختلاس ۱۳ هزار میلیارد تومانی بابک زنجانی
- اختلاس ۳ هزار میلیارد تومانی در ایران
- گرفتن ۱۰۰ میلیارد تومان پول از صندوق بیمه ایران توسط احمدی‌نژاد.[۷۱]
- فساد هشت هزار میلیاردی
- اختلاس ۱۰۰ میلیارد تومانی در شرکت ملی نفت ایران.[۷۲] سیدناصر موسوی‌لارگانی، نمایندهٔ مجلس در مصاحبه‌ای گفته است که «یک کارمند ساده از سال ۸۷ دزدی می‌کند و ما بعد از ۱۰ سال به آن پی می‌بریم … وقتی این مسئله مشخص شد، به این متهم گفتند که اموال دزدی را بردار و از کشور فرار کن! همان‌طور که با اختلاس ۳ هزار میلیارد تومانی خاوری برخورد نشد و به بهانه مأموریت فراری‌اش دادند.»[۷۳] در ماه‌های گذشته موضوع یک اختلاس ۱۰۰ میلیارد تومانی در وزارت نفت ایران مطرح شده و برخی رسانه‌ها مبلغ این اختلاس را ۲۰۰ میلیارد تومان اعلام کرده‌اند.[۷۴]
- محسن پهلوان مدیر شرکت پدیده شاندیز، متهم به اختلاس ۹۴ هزار میلیارد تومانی شد.[۷۵] غلامعلی صادقی، قاضی، دادستان عمومی و انقلاب مشهد، در اینباره گفت: «چیزی که برایمان قطعی است، این است که ارزش سهام‌ها، به‌طور تصنعی و حبابی (بادکنکی) پرش (صعود) کرده است». جواد قدوسی کریمی، نماینده مشهد در مجلس شورای اسلامی گفت: «ماجرای این مرد فقط جمع‌آوری پول‌های مردم نبوده، بلکه مقامات دولتی هم در این پروژه دخیل هستند».[۷۶] دادستان مشهد حتی تهدید کرده که «اگر سازمان یا دستگاهی دراین زمینه پیگیری‌های لازم را انجام ندهد به عنوان افرادی که در ارتکاب جرم با شرکت پدیده شاندیز تبانی یا سهل انگاری کرده‌اند تحت تعقیب قضایی قرار می‌گیرند.»[۷۷]
- در اسنادی که به نام اوراق پاناما معروف شده و در ارتباط با پولشویی برخی از رهبران جهان، چهره‌های ورزشی و تبهکاران بین‌المللی است، نام ایران و محمود احمدی‌نژاد، رئیس‌جمهور پیشین ایران نیز دیده می‌شود.[۷۸]
- نماینده رباط کریم درمجلس دهم می‌گوید که در زمان عضویت در کمیسیون اصل ۹۰ مجلس هشتم، ۱۷ پرونده «فساد» از جمله چند پرونده «تخلف آشکار» در مناطق آزاد و بانک گردشگری را پیگیری کرده اما این پرونده‌ها در مجلس نهم «گم شده است».[۷۹]

دکل نفتی ۸۷ میلیون دلاری، گم شدن سه نفت‌کش، رانت هفت هزار میلیاردی برای صرافان، فروش ده هزار متر زمین هتل هما، اختلال در نظام پولی و بانکی پرویز کاظمی وزیر رفاه و تأمین اجتماعی دولت و پرداخت تسهیلات ۶۰۰ میلیارد تومانی به حسین هدایتی، اختلاس بیمه ایران محمدرضا رحیمی معاون اول دولت، اختلاس مالی حمید بقایی معاون اجرایی دولت، اختلاس ۳ هزار میلیارد تومانی محمودرضا خاوری و مه‌آفرید امیرخسروی و بانک آریا، اخذ رشوه و تبانی در معاملات دولتی علیرضا عامری مدیرعامل مدیرعامل منطقه آزاد کیش و واردات خودروهای لوکس با ارز دولتی زمین‌خواری کامران دانشجو استاندار تهران، ماجرای توقیف طلا و ارز متعلق به ایران در ترکیه، اختلاس و دور زدن تحریم‌های بین‌المللی ایران و مسدود شدن مبالغ ارزی در بانک‌های خارجی و مالکیت ۶۴ شرکت داخلی و خارجی بابک زنجانی، فساد و انحلال سازمان مدیریت و برنامه‌ریزی، فساد مالی و واگذاری بخشی از سازمان تأمین اجتماعی سعید مرتضوی رئیس سازمان تأمین اجتماعی و ستاد مرکزی مبارزه با قاچاق کالا و ارز، بیش از ۱۷۵ میلیارد تومان بدهکاری مالی سید حسن میرکاظمی، تولید بنزین آلوده و پذیرش رشوه مسعود میرکاظمی وزیر نفت و بازرگانی دولت، اتلاف ۲۴ هزار میلیارد منابع برای بنگاه‌های زودبازده برداشت ۳ هزار میلیارد از بانک‌ها با دستور وی، فساد مالی مسعود زریبافان، فساد هشت هزار میلیاردی صندوق ذخیره فرهنگیان، اختلاس ۱۰۰ میلیارد تومانی در شرکت ملی نفت ایران، فساد مرتبط با دولت توسط پدیده شاندیز، فساد مرتبط به پتروپارس و افشا آن توسط موساک فونسکا، وجود دلالان مالی با نام جمشید بسم‌الله و رضا مصطفوی طباطبایی بورسیه‌های غیرقانونی وزارت علوم در دولت وی، وجود هشت مدیر دولت در پرونده فساد شرکت بازرگانی پتروشیمی ایران، استفاده تسهیلات ذخیره ارزی برای حمل و نقل ریلی و عمومی شهرها، فساد ۳۲ میلیاردی در وزارت علوم، فساد مالی محمد شریف ملک‌زاده دبیر شورای عالی ایرانیان، پرونده ۱۶ میلیارد تومانی دانشگاه جامع بین‌المللی ایرانیان، تخلف ۱۳ هزار میلیارد تومانی در شرکت غله و فروش زمین‌های فرودگاه بین‌المللی قشم، فساد در تعویض نفت خام با بنزین، تخلف و قاچاق کالا ابوالحسن فقیه رئیس سازمان حلال احمر، فساد ۱۵ میلیارد تومان سازمان هلال احمر، واردات پنج هزار و ۷۲۲ دستگاه لکسوس به ارزش ۲۰۲٫۵ میلیون دلار، ۶۲ دستگاه مازراتی به ارزش ۷٫۸۸ میلیون دلار، پنج هزار و ۶۷۶ دستگاه بنز به ارزش ۳۶۱ میلیون دلار و سایر برندهای دیگر ۸۲ هزار و ۳۹۷ دستگاه به ارزش یک میلیارد و ۷۸۹ میلیون دلار با ارز دولتی بخصوخص خانواده گرامی، خروج ۲۰ هزار میلیارد تومان از ایران توسط حمید بقایی معاون اجرایی دولت، فساد ۱۶۷ میلیارد و ۵۰۰ میلیون تومانی در بوشهر، فساد ۸۰ میلیارد تومانی در ستاد مدیریت حمل و نقل و سوخت، فساد ۴۰۰ میلیون دلاری در واردات لوازم هواپیما، مجوز به فرمانده نیروی انتظامی برای فروش نفت، فساد میلیون دلاری در بازار سیاه حجاب، فساد و بدهی ۳۵ میلیارد دلاری نفتی دولت در شرکت بازرگانی نفت ایران، تخلف و اختلاس ۳۲۴ میلیارد تومانی مرتبط به شرکت تبرک، اختلاس ۴۸۰ میلیارد ریالی در گمرک بوشهر، فساد ۱۳۸ میلیارد تومانی در سازمان میراث فرهنگی و گردشگری، پاداش ۴٫۷ میلیارد تومانی بانک‌های به هیئت مدیره کارآفرین، دی، سینا، پاسارگاد، پارسیان، سامان، اقتصاد نوین، تجارت و ملت در سال ۱۳۹۰، اختلاس ۱۲ میلیاردی در کمیته امداد همدان، برداشت‌های غیرقانونی وجوه و اموال شرکت سهامی عدالت کرمان، اعطای مجوز غیرقانونی در دو طبقه کردن جاده چالوس و هتل سماموس مازندران، تخلف در قرارداد پروژه خط آهن مشارکتی میان ایران و ترکمنستان موسوم به اترک-برکت، تخلف در تأمین هزینه‌های ساخت سالن برای اجلاس سران در استان‌های فارس و مناطق آزاد تا سقف ۴۵۰ میلیون یورو اختلاس و اهدا وام ۷۱ میلیون دلاری بانک‌های خصوصی هرمزگان و سمنان و پرداخت رشوه به کارکنان بانک ملی شعبه مرکزی کیش و بانک صادرات اهواز، واردات ۵۰۰ و ۳۰۰ دستگاه اتوبوس و خودرو سواری از چین بدون اخذ مجوز توسط دولت، فساد ۱۶۵ میلیون درهمی مرتبط به شرکت مهندسی و ساخت تأسیسات دریایی ایران، امتیاز سوآپ نفت به صادق محصولی وزیر رفاه و تأمین اجتماعی دولت، فساد مالی بهزاد ظهیری در ایران خودرو و نعمت‌الله پوستین دوز در سایپا، وام ۵۱۱ میلیارد و ۴۰۳ میلیون تومانی به محمد جواد اقدامیان و مهدی فلاحتیان، فروش هتل لاله، اهدا چند صد میلیون دلار ارز ارزان برای خرید اقلام ضروری و دارویی به بابک زنجانی، عدم پرداخت تسهیلات ۴۰ هزار میلیاردی خرید تضمینی گندم، عقد ۱۴ فقره قرارداد سرمایه‌گذاری به مبلغ ۵۱ میلیارد تومان با سه شرکت خاص، اهدای فیش‌های حقوقی به مدیران سینمایی، اخلال در نظام اقتصادی و ارزی علی دیواندری مدیرعامل سابق بانک‌های ملت و پارسیان، تملک منابع بانک سرمایه تا تصاحب دو مجتمع پتروشیمی توسط بهروز ریخته‌گران رد سال ۱۳۸۷، ایجاد پول سیاه و تخلیه پول در فرودگاه مهرآباد، ناپدید شدن ۱۲۶ هزار تن چای در سازمان چای کشور، تخلف در گروه صنعتی صفا در سال ۱۳۸۵، فساد علی‌محمد آزاد رئیس موسسات مالی البرز ایرانیان و ولیعصر و فساد ۵۰ میلیارد تومانی محمد سعیدی عضو تیم مذاکره اتمی در دولت، از جمله مفاسد و تخلفات مربوط به دولت مردان و خود او است.

### دولت روحانی
- فساد هزارمیلیارد تومانی وزارت صنعت در واردات خودرو.[۱۵۲][۱۵۳]
- محمود بهمنی: موجودی حساب «آقازاده‌ها» بیشتر از ذخایر ارزی کشور است. دارایی آقازاده‌ها در بانک‌های خارج ۱۴۸ میلیارد دلار است.[۱۵۴]
- حسین فریدون، برادر حسن روحانی، در ۹ مهر ۱۳۹۸ به اتهام اخذ رشوه به ۵ سال حبس قطعی و رد مال به مبلغ ۳۱ میلیارد تومان محکوم شده است. در رای نهایی دادگاه تجدیدنظر، حکم هفت سال حبس فریدون به پنج سال تقلیل یافته است.[۱۵۵] وی دستیار ویژه سابق رئیس‌جمهور ایران، مشاور محمدجواد ظریف وزیر امور خارجه ایران و از اعضاء سابق تیم مذاکره‌کننده هسته‌ای ایران و گروه ۱+۵ بوده است. از او به عنوان «چشم و گوش» حسن روحانی در مذاکرات هسته‌ای نام برده می‌شد. از دیگر اتهامات وی شنود غیرقانونی از جمله شنود از دفتر رئیس‌جمهور، چند ده میلیارد تومان ارتشا و پول‌شویی و رد پول کثیف" متهم و پرونده‌اش با دو بدهکار بانکی به نام‌های "رسول دانیال‌زاده" و "مالامیری"، "کادرسازی" در نظام بانکی، "انتصاب مدیران عامل" بانک‌های رفاه کارگران و ملت، تأسیس صرافی هنگام حضور در دولت، دخالت در پرونده حقوق‌های نجومی و معرفی غیرقانونی برای تحصیل در مقطع دکترا در دانشگاه شهید بهشتی بوده است.[۱۵۶]
- مهدی جهانگیری، برادر اسحاق جهانگیری معاون اول دولت حسن روحانی، در بهمن ماه ۱۳۹۹ مهدی جهانگیری به جرم قاچاق حرفه‌ای ارز به ارزش ریالی ۲۶ میلیارد و ۸۲۱ میلیون و ۴۸۰ هزار ریال و انتقال ارز به‌صورت غیرقانونی به خارج از کشور و به جرم تحصیل مال از طریق نامشروع به تحمل حبس و ضبط ارز قاچاق شده و جزای نقدی و رد مال محکوم شده است.[۱۵۷]
- علی‌اشرف عبدالله‌پوری حسینی، رئیس ستاد انتخاباتی حسن روحانی در آذربایجان شرقی و رئیس سازمان خصوصی‌سازی و معاون وزیر اقتصاد در دولت وی بود. وی به اخلال در نظام تولیدی کشور متهم شد. در اتهامات وی آمده است: اقدامات پرابهام و واگذاری‌ها بدون رعایت تشریفات قانونی انجام شده و شرکت‌ها بدون رعایت مقررات به افرادی واگذار شده که صلاحیت اداره این شرکت‌ها را نداشتند. واگذاری شرکت ماشین‌سازی تبریز، نیشکر هفت‌تپه، کشت‌وصنعت مغان، هپکو، آلومینیوم المهدی، پالایشگاه کرمانشاه و کشت‌وصنعت دشت مغان گوشه ای از تخلفات سازمان خصوصی‌سازی بوده است. وی در ۸ بهمن ۱۳۹۹ به ۱۵ سال حبس محکوم شد.[۱۵۸][۱۵۹]

### دولت ابراهیم رئیسی
- واگذاری یکی از بزرگ‌ترین موقوفات قزوین به عروس رئیس سازمان اوقاف. این گزارش در تاریخ ۲۸ سال ۱۴۰۲ توسط وحید اشتری منتشر شد که در آن یک موقوفه ۱۵۰ هکتاری متعلق به حسینیه امینی‌ها و یک دامداری هزار راسی با پرداخت ماهی یک میلیون تومان، به مونا چایچیان، عروس مهدی خاموشی، رئیس سازمان اوقاف و امور خیریه، واگذار شده و در قراردادها نیز آدرس خانه مهدی خاموشی ذکر شده است.[۱۶۰][۱۶۱]
- وزیر کشاورزی در تاریخ ۱۵ ۱۴۰۱ اردیبهشت نامه‌ای به بانک مرکزی ارسال می‌کند که «مبلغ ۷۳۵٬۷۰۵٬۰۰۰ یورو به‌صورت حواله نقدی» به یک شرکت خارجی که ظاهراً فروشنده کالا به این شرکت «بی‌تجربه» در این بازار از بخش خاص بود پرداخت شود در حالی که هنوز هیچ کالایی به کشور وارد نشده بود.[۱۶۲]
- حشمت الله فلاحت پیشه در مورد سیاست‌های دولت رئیسی: «گرایش عجیب دولت به مصوبات و بودجه‌های خارج از شمول نشانه ضعف مجلس بود که متأسفانه در این دوره وجود داشت. همان‌طور که در قضیه مولدسازی نیز شاهد این نکته بودیم که در سکوت مجلس مولدسازی پیش می‌رود و نتیجه آن، این است که اگر رسوایی مربوط به اختلاس چای نتیجه یکی از سیاست‌های خارج از شمول در کشور باشد، باید منتظر شکل‌گیری یک الیگارشی سیاسی در کشور باشیم الیگارشی سیاسی که عملاً با حاشیه‌نشین کردن و دور زدن مجلس و دستگاه‌های نظارتی و محاسباتی شکل گرفته و منجر به پیوند میان قدرت و ثروت شده است».[۱۶۳]

#### فساد مالی چای دبش
«گروه کشت و صنعت دبش» با برند تجاری «چای دبش» یک کسب‌وکار خانوادگی و موروثی است که توسط خانواده «الف. ر» (اکبر رحیمی) اداره می‌شود. این گروه، برای چای درجه یک هندی ۱۴ دلاری ثبت سفارش کرده، اما در عمل چای درجه دو کنیایی ۲ دلاری وارد کرده است. این گروه تجاری از ابتدای سال ۱۳۹۸ تا پایان سال ۱۴۰۱، حدود ۳ میلیارد و ۳۷۰ میلیون دلار برای واردات چای و ماشین‌آلات پیشرفته چاپ و بسته‌بندی، ارز دریافت کرده و طی این مدت، ۷۹ درصد از ارز نیمایی تخصیص یافته برای واردات چای، به این گروه تجاری اختصاص پیدا کرده است.» رئیس سازمان بازرسی تصریح کرده: «در سال ۱۴۰۱ نیز کل ارز تأمین شده برای واردات چای حدود یک میلیارد و ۳۹۶ میلیون دلار بود که از این میزان یک میلیارد و ۱۰۱ میلیون دلار به این گروه اختصاص پیدا کرده بود.» آن‌گونه که خداییان، رئیس سازمان بازرسی می‌گوید: «این گروه تجاری، تاکنون برای یک میلیارد و ۴۰۰ میلیون دلار از ارزهای دریافتی خود، رفع تعهد نداشته و کالایی وارد کشور نکرده است. حسب پیگیری‌های صورت گرفته، مشخص شد بخشی از ارزهایی که توسط این گروه دریافت شده، در بازار آزاد به مبالغ بالاتر فروخته شده است. در دادگاه، ساداتی نژاد و فاطمی‌امین وزرای دولت رئیسی مجرم شناخته شدند. سید جواد ساداتی نژاد به‌عنوان وزیر وقت جهاد کشاورزی و سید رضا فاطمی امین به‌عنوان وزیر وقت صنعت، معدن و تجارت توسط دادگاه، مجرم شناخته شدند. دادگاه ویژه، سید جواد ساداتی نژاد را به ۲ سال حبس تعزیری و سید علیرضا فاطمی امین را به یک سال حبس تعزیری محکوم کرد. البته این حکم پس از اعمال تخفیف و بر اساس ماده ششم قانون کاهش مجازات حبس تعزیری و به دلیل «مداخله ضعیف متهمان در وقوع جرم» صادر شده است. پیش‌ازاین نیز رئیس‌کل دادگستری استان تهران از صدور این احکام خبر داده و گفته بود: «حکم نهایی دادگاه برای ۴۴ نفر از متهمان این پرونده صادر شده است».

#### اختلاس 61 تن شمش طلا
یاشار سلطانی، روزنامه‌نگار، روز یکشنبه ۱۲ اسفند در سایت شخصی خود خبری درباره «گم شدن ۶۱ تن طلای بانک مرکزی در یک سال» منتشر کرده بود. سلطانی در سایت شخصی خود اعلام کرده که اطلاعات گمرک ایران نشان می‌دهد در ۱۰ ماه ابتدای سال ۱۴۰۳ چیزی حدود ۸۱۵۹۱ کیلوگرم طلا وارد ایران شده است.بر اساس قانون این طلا باید به اشکال گوناگون در بازار ایران به فروش رسیده و در دسترس کاربران قرار بگیرد. اما در مجموع تنها ۱۵۸۰۵ کیلوگرم آن در قالب دو حراج شمش و سکه وارد بازار شده است.در واقع در این میان خبری از ۶۱۵۰۰ کیلوگرم طلایی که وارد کشور شده نیست و نمی‌دانیم این طلاها کجا و در دست کدام ارگان یا نهادی است.

#### تالار بورس
به دنبال انتشار گزارش‌های جنجالی از دریافت وام‌های میلیاردی توسط مدیران ارشد بورس ایران، رئیس سازمان بورس و اوراق بهادار از سمت خود کناره‌گیری کرد. بر اساس گزارش خبرگزاری‌های ایران، مجید عشقی روز شنبه، ۱۷ شهریور، به‌طور رسمی استعفای خود را به رئیس شورای عالی بورس ارائه کرد. استعفای او سه روز پس از افشای وام‌های کم‌بهره چند عضو هیئت مدیره بورس به خود صورت می‌گیرد که در رسانه‌ها از آن به عنوان «وام عشقی» یاد می‌شود. در روزهای گذشته تصویر نامهٔ سازمان بازرسی به وزیر امور اقتصادی و دارایی در مورد دریافت وام‌های قرض‌الحسنه از سوی رئیس و برخی اعضای هیئت مدیره سازمان بورس منتشر شده بود که واکنش‌های منفی زیادی در پی داشت. بر اساس این نامه، پنج عضو شورای عالی بورس در مصوبه‌ای با درخواست وام اعضای هیئت مدیره سازمان بورس به مبلغ ده میلیارد و ۵۰۰ میلیون تومان موافقت کرده‌اند. بیشترین مبلغ این وام به مجید عشقی، رئیس سازمان بورس اختصاص یافته و مبلغ آن ۲ میلیارد و ۷۰۰ میلیون تومان، با دوره بازگشت ۱۰ ساله و سود ۴ درصد اختصاص داشت. او پس از انتشار تصویر این نامهٔ جنجالی که عبدالناصر همتی، وزیر اقتصاد ایران را نیز به واکنش واداشت، پرداخت وام به خود و سایر اعضای هیئت مدیره را «دروغ بزرگ» خوانده بود. او در گفت‌وگو با تلویزیون ایران با اشاره به این که پرداخت این تسهیلات «بر اساس مصوبه شورای عالی بورس و بر قوانین و مقررات» بوده گفت که «این مصوبه صرفاً برای اعضای هیئت مدیره نبوده؛ بلکه برای کل کارکنان سازمان بورس و اوراق بهادار است». رئیس سازمان بورس ایران همچنین افزود به دلیل «شرایط خاص و محدودیت‌های متعدد» که برای کارکنان و مدیران این سازمان وجود دارد، «لازم بود» این تسهیلات پرداخت شود. آقای عشقی دربارهٔ این شرایط و محدودیت‌ها توضیح بیشتری نداد. وزیر اقتصاد ایران در واکنش به خبر دریافت وام‌های میلیاردی توسط مدیران ارشد بورس ایران در شبکه ایکس، توییتر سابق، نوشت که موضوع را به بازرسی این وزارتخانه ارجاع داده است.

#### رانت دلار ۴۲۰۰ تومانی
- بعضی شرکت‌ها، سازمان‌ها و اشخاصی که دلار ۴۲۰۰ تومانی دریافت کرده بودند، این ارز را برای مصارف خارج از حوزه کاری خود مصرف کرده‌اند. به عنوان مثال، یکی از این موارد شرکت خودروسازی «ماموت خودرو» بود که با تعرفه چای ساز و قهوه ساز ارز دولتی گرفته است؛ این شرکت نماینده فولکس‌واگن در ایران است. به‌گفتهٔ انجمن برنج ایران، بعضی از شرکت‌های واردکننده برنج از ارز دولتی برای واردات «کرم زگیل پا» استفاده کرده‌اند. یکی دیگر از این موارد هم شرکت «رهروران خودرو پیشگامان نگین جنوب» است که برای واردات چای بیش از ۱۰ هزار یورو ارز دولتی گرفته است.[۱۷۲]
- عباس جعفری دولت‌آبادی، دادستان تهران، از فرار یکی از متهمان پرونده "خودروهای وارداتی" به خارج از این کشور خبر داده است. این "متهم زن" پیش از تشکیل پرونده قضائیه از ایران خارج شده است. به گفته دادستان تهران در رابطه با پرونده ثبت سفارش "غیرقانونی" خودرو از پنجشنبه هفته پیش تا یکشنبه این هفته (۲۲ ژوئیه) در مجموع ۵ متهم دستگیرشده‌اند. غلامحسین محسنی اژه‌ای، سخنگوی قوه قضائیه هم گفته است از این پنج نفر ۴ نفر در بازداشت هستند. او گفته دو نفر از این بازداشت‌شدگان مدیرکل سازمان توسعه تجارت و معاونش بوده‌اند. به گفته آقای اژه‌ای دو نفر دیگر از بازداشت شدگان "مسئول ثبت سفارش و طراح سامانه (ثبت سفارش خودرو)"بوده‌اند.[۱۷۳]
- سید احمد عراقچی، معاون ارزی بانک مرکزی توسط قوه قضاییه بازداشت شد. یکی از کارمندان یکی از معاونین رئیس‌جمهور و ۴ نفر از دلالان ارزی هم که در این خصوص فعالیت غیرمجاز داشتند، تحت تعقیب قرار گرفتند و بازداشت شدند. همچنین یک صراف غیرمجاز نیز احضار و پس از تحقیقات و تفهیم اتهام با قرار بازداشت موقت روانه زندان شد.[۱۷۴][۱۷۵][۱۷۶][۱۷۷]
- ولی‌الله سیف، در سال ۹۶، با شروع تحقیقات دربارهٔ پرونده تخلفات ارزی، پرونده سیف به نام فساد مدیران سابق بانک مرکزی با خلاصه اتهامات اخلال در بازار ارز در جریان افتاد. در ۳ مرداد ۹۷، دیوان محاسبات کشور تخلفات بانک مرکزی را محرز دانست و حکم انفصال سیف رئیس کل بانک مرکزی و معاونان وی را تأیید کرد. این اتهامات در دوران اجرای سیاست ارز ۴۲۰۰ تومانی با اعلام اسحاق جهانگیری وارد شده است. در ۲۲ شهریور ۹۷، حسن روحانی طی حکمی او را به مشاور رئیس‌جمهور در امور پولی و بانکی خود منصوب کرد.[۱۷۸] سخنگوی قوه قضاییه اعلام کرد در روند تحقیق و دستگیری احمد عراقچی، معاون سابق امور ارزی، در مورد التهابات بازار ارز پای سیف در این پرونده باز شده است. وی همچنین یک پرونده با موضوع شکایت برخی موسسات مالی و اعتباری داشته است. سیف در مصاحبه ای در دفاع از خود ادعا کرد: «صرفاً مجری مصوبات دولت بود و سیاست‌گذاری مستقلی از مصوبات دولت، نمی‌توانست داشته باشد.»[۱۷۹]

در تاریخ ۱۳ اردیبهشت ۱۴۰۰، دادستان تهران، علی القاصی مهر در جلسه شورا عالی قضایی ولی‌الله سیف را به نقض مقررات و ترک فعل‌ها متهم کرد که باعث وقوع اخلال در نظام اقتصادی و تضییع بیش از ۳۰ میلیارد دلار منابع ارزی و ۶۰ تن ذخایر طلا با ارزش ریالی «حدود ۸۰۰ هزار میلیارد تومان» در طول سال‌های ۹۵ تا ۹۷ شده است.

## فسادهای لاریجانی‌ها

### حساب‌های شخصی صادق لاریجانی
در ۴ آذر ۱۳۹۵ صادق لاریجانی، رئیس سابق قوه قضاییه به داشتن ۶۳ حساب بانکی و هزار میلیارد تومان به عنوان سود وثیقه‌ها و خسارات پرداختی به قوه قضائیه که به حساب‌های شخصی‌اش واریز شده، متهم شد. سود بانکی آن‌ها ماهانه ۲۰ میلیارد تومان است، محمود صادقی نماینده شهر تهران در چهارم آذر ۱۳۹۵ در صحن علنی مجلس در تذکری خواستار شفاف‌سازی دربارهٔ این حساب‌ها شده بود. این خبر با تکذیب صادق لاریجانی و همچنین علی طیب‌نیا، وزیر اقتصاد دولت یازدهم مواجه شد. صادق لاریجانی در این باره توضیح داد: «این مسئله مربوط به سال ۷۴ یعنی ۲۱ سال قبل است و در زمان رؤسای قوه سابق و اسبق با اجازه رهبری اموال مربوط به قوه قضاییه، به حسابی به نام قوه قضاییه واریز می‌شود و اینکه می‌گویند حساب شخصی است ۹۹٫۵ درصد هم نه بلکه ۱۰۰ درصد کذب است.»
ابوالفضل ابوترابی نماینده سابق مجلس در این باره گفته است: «برخی حساب‌های بانکی در قوه قضائیه که بنابر مصالحی به نام رئیس قوه است. بانک‌ها نمی‌توانستند به حساب‌هایی که به نام قوه قضائیه است سود بدهند لذا پیشنهاد شد حساب‌ها به نام اشخاص حقیقی افتتاح گردد تا این مشکل نیز بر طرف شود؛ لذا از همان زمان این حساب‌ها به نام اشخاص حقیقی است تا اینکه از زمان محمود هاشمی شاهرودی تصمیم بر آن شد که حساب‌ها به نام رئیس قوه شود.»

### زمین‌خواری
- یک هفته از رفتن صادق آملی لاریجانی از قوه قضائیه جمهوری اسلامی نگذشته که با طرح دوباره موضوع زمین خواری و آشکار شدن برخی زوایای پنهان ویلاسازی‌ها در شهر لواسان استان تهران، مطالبه محاکمه او نیز مطرح شده است. اگر چه ماجرای ویلاسازی در لواسان به سال‌های قبل بازمی‌گردد اما به نظر می‌رسد کنار رفتن آملی لاریجانی از صندلی ریاستش در قوه قضائیه فرصتی را ایجاد کرده تا ردپای او در ویلاسازی لواسان بیش از هر زمان دیگری به چشم بیاید. پیشتر وزیر خارجه آمریکا در اشاره به فساد گسترده در جمهوری اسلامی، به حساب‌های شخصی صادق لاریجانی اشاره کرده و گفته بود جای تعجب است که یکی از اراذل و اوباش به ریاست دستگاه قضایی برسد. یاشار سلطانی روزنامه‌نگار که پیش از این موضوع املاک نجومی در شهرداری را افشا ساخته بود در یک توئیت به ماجرای ویلاهای کلاک اشاره کرده و گفته است که «صحنه گردان این پروژه صادق آملی لاریجانی و علی اکبر ناطق نوری روسای سابق قوه‌قضائیه و بازرسی دفتر رهبری بوده‌اند.» آقای سلطانی در این توئیت به مجوز ۶۲ ویلای دو هزار متری و تولید ثروت ۶ میلیاردی برای مالکان زمین نیز اشاره کرده است.[۱۸۹]
- محمد جواد اردشیر لاریجانی و برادر کوچکترش علی لاریجانی (رئیس مجلس‌های هشتم و نهم)، به‌صورت غیرقانونی حدود ۳۴۲ هکتار از اراضی ملی در حاشیه ورامین را تصرف کرده‌اند، چندین حلقه چاه غیرمجاز حفر کرده‌اند و در همان حوالی بیش از ۹۰۰ رأس گوسفند و ۲۰۰ نفر شتر نگهداری می‌کنند و حتی دامداری آن‌ها هم غیرقانونی است.[۱۹۰]

## پروندههلدینگ یاسو فایل صوتی محرمانه فرماندهان سپاه
هلدینگ یاس بازوی اصلی بنیاد تعاون سپاه بود که در حوزه خدمات، واسطه‌گری و مسکن فعالیت داشت. این هلدینگ در واقع نقش خزانه نیروی قدس سپاه را بازی می‌کرد. هلدینگ یاس پس از بروز مفاسد گسترده که منجر به بازداشت برخی مدیرانش در سال ۹۶ شد، منحل شد. رقم یکی از پرونده‌های فساد مرتبط با این هلدینگ ۱۳ هزار میلیارد تومان اعلام شده است.این هلدینگ مالک ۴۹ درصد از سهام شرکت فولاد خوزستان بود که یکی از سه قطب اصلی تولید فولاد در ایران محسوب می‌شود.
رسانه‌های تحت حمایت سپاه پاسداران طی چهار سال گذشته تلاش کرده بودند تا به ویژه محمد باقر قالیباف و قاسم سلیمانی را از هر گونه ایفای نقشی در فساد مالی ناشی از همکاری شهرداری تهران و سپاه پاسداران تبرئه کنند ولی انتشار یک فایل صوتی قدیمی کار را خراب کرد.

### فایل صوتی محرمانه فرماندهان سپاه
محتوای این فایل از جلسه‌ای میان سرلشکر محمدعلی جعفری و سرتیپ صادق ذوالقدرنیا است که از کشمکش‌های شدید میان فرماندهان ارشد سپاه در ارتباط با پرونده‌های فساد مالی پرده برمی‌دارد. محمدعلی جعفری در بخشی از مکالمه از اینکه با بدهی بیش از هزار میلیارد تومانی هلدینگ یاس به نیروی قدس، قاسم سلیمانی هم درگیر ماجرا شده خوشحالی می‌کند و می‌گوید: «قاسم تازه دارد می‌فهمد که چه بلایی سرش آمده در ایران … حالا خیلی خوب شده که موضوع خودش است. اگر بدهی‌های [هلدینگ یاس] به نیروی قدس سپاه شفاف شود، خیلی خوب است». بنا به گفته ذوالقدرنیا، محمدباقر قالیباف، از فرماندهان سابق سپاه و شهردار پیشین تهران، به دنبال اعمال نفوذ برای حل و فصل پرونده فساد مالی هلدینگ یاس بوده است.
در این فایل به نقش مستقیم محمدباقر قالیباف، شهردار وقت تهران و رئیس فعلی مجلس ایران، قاسم سلیمانی، فرمانده سابق نیروی قدس سپاه، جمال‌الدین آبرومند، معاون وقت هماهنگ‌کننده سپاه و حسین طائب، مسئول اطلاعات سپاه در این پرونده فساد اشاره شده است. ذوالقدرنیا در قسمتی از آن می‌گوید قالیباف، به شدت از برخورد با پرونده فساد مرتبط با شهرداری و بنیاد تعاون سپاه ناراحت بوده و پس از این‌که تیم آبرومند در بنیاد تعاون سپاه «۸ هزار میلیارد تومان» کم می‌آورند، قالیباف از او خواسته است که یک تفاهم‌نامه ۸ هزار میلیارد تومانی برای رفع و رجوع کردن ماجرا امضا کند.
گفتم همه این کارها خلاف است. قالیباف آمد جلوی مسجدی که به خانه من و خودش نزدیک است و گفت این را امضا کن. گفتم این خلاف است. هم به ضرر تو است، هم به ضرر من است و هم به ضرر جعفری. من امضا نمی‌کنم. گفت جلسه بگذار. بعداً جلسه گذاشت. به قالیباف گفتم تو ۸ هزار میلیارد تومان پول را به جای این‌که به رسا [شرکت وابسته به هلدینگ یاس] بدهی، به [پروژه] پژوها داده‌ای. اصلاً پژوها مال [هلدینگ] یاس [وابسته به بنیاد تعاون سپاه] نیست. قالیباف گفت اسم اینها را نیار. ریخت بهم … قاسم [سلیمانی] می‌گفت قالیباف به تو فحش می‌دهد. گفتم چیکار کنم. فحش‌خور ما خوب است— صادق ذوالقدرنیا، رایو فردا
محمدعلی جعفری با تأیید ان می‌گوید قالیباف به دلیل امضا نشدن همین تفاهم‌نامه «به شدت ناراحت است» و اگر این تفاهم‌نامه امضا شده بود، نمی‌دانم باید «چه خاکی بر سر می‌کردیم». در بخش دیگری جعفری می‌گوید قاسم سلیمانی نیز از برخوردهای صورت گرفته با باند آبرومند ناراحت بوده و با رهبر جمهوری اسلامی نیز در این زمینه صحبت کرده است.
نسبت به برخورد شما [معاون اقتصادی سپاه] و حفاظت اطلاعات سپاه با یاس ناراحت بود. گفت پیش آقا هم رفتم. گفت این نوع برخوردها. گفتم قاسم این حرف‌ها را به من نگو. آقای [مسعود] مهردادی این همه پول بیت‌المال را با دستورهای الکی حیف و میل کرده، نباید جوابگو باشد؟ حالیش کردم که اینطور نیست— محمدعلی جعفری، رادیو فردا
ذوالقدرنیا در قسمت دیگری از این فایل می‌گوید علی خامنه‌ای دستور داده بود که هدف اصلی باید کمک به نیروی قدس سپاه باشد و بر همین اساس از منابع مالی باید ۹۰ درصد را به نیروی قدس سپاه بدهند و ۱۰ درصد را به سپاه و به چهار مورد پرداختی هلدینگ یاس به نیروی قدس اشاره می‌کند: «۱۰۰ میلیارد، ۷۰ میلیارد، ۱۳۲ میلیارد و ۵۰ میلیارد» تومان داده‌اند ولی اضافه می‌کند که در جریان مبادلات مالی این گروه با نیروی قدس سپاه، ۱۰۷۱ میلیارد تومان بدهکاری بالا آمده است و کارهایی که کرده‌اند «همه‌اش خلاف» بوده است.
در قسمت دیگری از این فایل به جلسه‌ای که با حضور قاسم سلیمانی و جمال‌الدین آبرومند برگزار شده اشاره می‌شود که بحث ۱۰۷۱ میلیارد تومان را قبول کرده‌اند که آبرومند قصد داشته است که این پول‌ها را از طریق بنیاد تعاون سپاه پرداخت کند.
ذوالقدرنیا در ادامه این فایل صوتی می‌گوید که حسین طائب، رئیس سازمان اطلاعات سپاه، نیز به نفع قالیباف فعالیت کرده و گفته است: «صادق چپی است با نجفی، جلسه گذاشته است. ما می‌خواهیم نجفی را بگیریم. صادق رفته با او جلسه گذاشته. باید روی صادق کار کنیم. در ادامه محمدعلی جعفری می‌گوید:
باید به من زودتر می‌گفتی که با طائب صحبت می‌کردم. من تو را مأمور کردم که با نجفی جلسه بگذاری، بعد طائب می‌گوید که چپی هستی؛ یعنی طائب از قالیباف و آبرومند حمایت می‌کند و ناراحت است؟
صادق ذوالقدرنیا در جواب می‌گوید:
طائب از اول از قالیباف حمایت می‌کرد. وقتی شما گفتید بازرسی کنید. [طائب] از یزدی و آبرومند و سیف خواست که جلسه بگذارند. به یزدی گفته بود اون طرف هستی یا این طرف. یزدی به من گفت چیکار کنم. گفتم برو به کاظمی [حفاظت اطلاعات سپاه] بگو. یزدی نرفت تو تیم اونا. بدبختی ما این است اطلاعات سپاه که باید پشت بگیرد، می‌آید ۵ درصد به این می‌دهد، ۵ درصد به آن می‌دهد، فکر می‌کند با پول حل می‌شود. طائب به من گفت تو می‌خواهی آقا [خامنه‌ای] را خراب کنی. گفتم من با آقا رفیقم. به طائب گفتم اگر مشکل آبرومند و مهردادی حل شود، به نفع تو هست، گفت قبول دارم

## فسادهای علی شمخانی
علی شمخانی صاحب ۵ فرزند است که نام سه فرزند او یعنی حسن، حسین و زینب تاکنون در پرونده‌های گوناگون مطرح شده است. محمدحسین شمخانی پسر علی شمخانی و مدیرعامل شرکت کشتیرانی آدمیرال است. اسفند ماه ۱۴۰۰ خبرگزاری‌ها در گزارشی به نقل از رسانه‌های هندی از توقیف یک کشتی به نام «کابل» متعلق به شرکت «آدمیرال» خبر داد و اعلام کرد که مالکیت این کشتی برای پسران علی شمخانی دبیر شورای عالی امنیت ملی ایران بوده است. علی شمخانی دربارهٔ توقیف یکی از کشتی‌های فرزندانش در توئیتی گفت: برای التیام «زخم تحریم» از «جان و آبرو مایه می‌گذاریم. ناگفته‌ها بماند برای بعد.» حسن و حسین شمخانی، شرکت کشتیرانی دارند و یکی از شرکت‌ها در هند در سال ۱۴۰۰ توقیف شد.
مهدی صدرالساداتی داماد محمدرضا مدرسی یزدی، دربارهٔ خانواده شمخانی در شبکه اجتماعی نوشت: «حسین شمخانی پسر بزرگ آقای شمخانی مدیر کشتیرانی آدمیرال است و طبق اطلاعات فیس‌بوکش فارغ‌التحصیل دانشگاه آمریکایی لبنان است. خرج هر ترم دانشگاه تا ۱۰ هزار دلار است. حسن شمخانی پسر دیگر نیز از مدیران همین شرکت است.» مهدی صدرالساداتی همچنین با انتشار یک ویدیو اعلام کرده بود که یک مجموعه آپارتمانی به ارزش هزار میلیارد تومان در خیابان فرشته تهران متعلق به «آذرمیدخت طباطبایی»، همسر علی شمخانی است.حساب بانکی پسر سه ساله «حسن میرمحمدعلی» و نوه علی شمخانی خبرساز شد. از جمله رسانه‌ها تصویر حکمی را منتشر کردند که بر اساس آن حساب ۹ میلیارد و ۵۰۰ میلیون تومانی «حسین میرمحمدعلی» برای همسرش «زینب» و پسر خردسالش که متولد سال ۱۳۹۴ بوده، توقیف شده است. «حسن میرمحمد علی» داماد شمخانی و همسر زینب شمخانی چهره معروف پرونده ساخت و ساز لواسان است.در خرداد ۱۴۰۱ گزارش‌هایی منتشر شد که نشان‌دهندهٔ نقش موعود شمخانی برادرزاده علی شمخانی، و معاون وقت منطقه آزاد اروند، گروه ساختمان‌سازی عبدالباقی را که مالک پروژه متروپل هستند، برای انجام امور اداری و مشارکت در یک پروژه ساختمانی، به شهرداری آبادان معرفی کرده است.

## فساد نمایندگان مجلس
سید مصطفی میرسلیم در مورد رشوه گیری نمایندگان مجلس از وزیرانی که قرار است استیضاح شوند اینچنین می‌گوید: مجلس در گذشته بسیار سالم بود. شاید باور نکنید که نمایندگان مجلس ۶ ماه اول را حقوق نمی‌گرفتند! آنها به نماینده مجلس بودن افتخار می‌کردند و می‌گفتند دلیلی ندارد که حقوق دریافت کنیم. وزرایی که برای استیضاح به مجلس می‌آیند با کیف‌های پر از هدیه می‌آیند و موقع برگشت کیف‌هایشان خالی شده است!  نمایندگان مجلس بسیار زیاد از کارخانه هایی که مدیرانشان دولتی بود خودرو دریافت کردند. حتی برای سفر ها هم سر و دست می‌شکنند.  یک نماینده،به نرخ امروز باید ده میلیارد تومان خرج کند تا رای بیاورد؛اما سوالی که پیش می‌آید این است که با کدام حقوق این پول را باید پرداخت کند؟ قطعا با حقوقشان نمی‌توانند این پول را پرداخت کنند اما آنها فراوان تر از این رقم ها به دست می‌آورند.

## دارو
در تیرماه ۱۳۹۸، حسین نقوی حسینی، نماینده ورامین در مجلس، سعید نمکی، وزیر بهداشت در دیدار یکشنبه‌اش با اعضای «فراکسیون نمایندگان ولایی» گفت هنگامی که وی در سال ۹۷ این وزارت را تحویل گرفت «فساد در حوزه دارو به‌طور زجرآور حاکم بود» و علاوه بر «وقوع فساد ۵۰ هزار میلیارد تومانی در پزشکی»، «نمی‌دانیم یک میلیارد دلار تجهیزات پزشکی را کجا هزینه کردند». وزیر بهداشت همچنین به «مافیای قدرتمند فساد در این حوزه» اشاره کرده و گفته است که «۸۰ میلیارد تومان هزینه رسانه‌ای علیه وزارت بهداشت صورت گرفت». وزیر بهداشت در توئیتر خود موضوع نامعلوم بودن سرنوشت یک میلیارد و سیصد میلیون دلار ارز برای تجهیزات پزشکی را تکرار کرد.
سعید نمکی، وزیر بهداشت ایران، تیرماه سال ۱۳۹۸ گفت که برخی «با دو میلیون یورو ارز دولتی به جای فنر قلب، کابل برق وارد کردند». او همچنین از نامعلوم بودن «یک میلیارد و ۳۰۰ میلیون دلار تجهیزات پزشکی»، پرونده واردات داروی تاریخ مصرف گذشته و پرونده تخلفات در سازمان غذا و دارو وزارت بهداشت به عنوان دیگر مفاسد مطرح در این حوزه نام برد. وزیر بهداشت مهرماه سال ۱۳۹۸ در یک مورد دیگر از پرونده‌های فساد گفت به علت ضعف سامانه‌های نظارتی، «یک نفر توانسته آمپول تستوسترون را به عنوان پودر نارگیل و پودر کاکائو به کشور وارد کند».
بهروز بنیادی، نماینده مجلس، روز دهم آبان ۹۸ گفت که قاچاق دارو به صورت «کاملاً سازماندهی‌شده» است و قاچاقچیان با اجاره کردن دفترچه بیمه شهروندان، اقدام به خرید داروهای داخلی و قاچاق به عراق می‌کنند. به گفته این نماینده مجلس دهم، قاچاق دارو به این روش در شهریور ۹۷ به اوج رسید و موجب کمبود انسولین در ایران شد. محمدرضا شانه‌ساز، رئیس سازمان غذا و داروی ایران، نیز در اردیبهشت ۹۹ از «قاچاق گسترده» دارو به خارج از کشور خبر داد و گفت مشکلاتی مانند نحوه بازگشت و واریز ارز ناشی از صادرات قانونی دارو بستر لازم برای قاچاق دارو را فراهم کرده است. به گفته فعالان اقتصادی، چون داروی وارداتی با قیمت ارز ۴۲۰۰ تومانی وارد کشور می‌شود، برخی از افراد اقدام به قاچاق داروهای وارداتی و فروش آن به قیمت ارز آزاد در کشورهای همسایه می‌کنند و این تفاوت قیمت انگیزه بالایی را برای قاچاق دارو از ایران به کشورهای چون عراق، افغانستان و سوریه ایجاد کرده است.
در سال ۱۳۹۹ گزارش‌هایی از کمبود و کاستی‌های انسولین در داروخانه‌های ایران گزارش شد اما در مهر ۹۹ که کمیابی این دارو تشدید شد، باعث اعتراض گسترده کاربران شبکه‌های اجتماعی با استفاده از هشتگ «#انسولین_نیست» شد. به گفته برخی منابع، این دارو از اسفند ۹۸ به‌سختی پیدا می‌شود، اما کمیاب و نایاب شدن این دارو از اواخر شهریور ۹۹ به‌مرور بازتاب خبری یافت. برخی مسئولان دولتی «مشکل در تأمین ارز و تخصیص آن به شرکت‌های دارویی» را به‌عنوان یکی از مهم‌ترین دلایل این کمبود عنوان کرده بودند، اما مدیرکل داروی سازمان غذا و دارو و نیز همایون نجف‌آبادی، عضو کمیسیون بهداشت مجلس، گفتند یکی از دلایل آن می‌تواند «قاچاق معکوس» این داروی وارداتی به کشورهای همسایه باشد.

## فساد در شهرداری تهران
رسانه‌ای شدن سندهای واگذاری آنچه «املاک نجومی» خوانده شد، در دوران ریاست محمدباقر قالیباف بر شهرداری تهران، بانی آن شد که فساد در این سازمان، بیشتر از پیش به افکار عمومی کشیده شود. افشاگری که در شهریور ۱۳۹۵ پخش گردید، به واگذاری چند هزار میلیاردی املاکی به گروهی از مدیران شهری و شماری از اعضای شورای شهر تهران در دوران قالیباف اشاره می‌کرد. وبگاه معماری‌نیوز که پیش از این افشاگری نیز از سوءاستفاده‌های دیگر در شهرداری تهران همانند بهره‌گیری از پارکی برای جشن عروسی دختر قالیباف گزارش داده بود، بسته (فیلتر) شد و مدیر مسئولش، یاشار سلطانی به زندان افتاد. نقدها به فساد فراگیر در شهرداری تهران در دوران شهرداری قالیباف، تنها شامل افشاگری‌های یاشار سلطانی نبوده است و بسیاری دیگر از مقام‌های این شهرداری و اعضای شورای شهر تهران نیز بارها از ناکارآمدی و تخلف‌ها در آن دوران، پرده‌برداری کرده‌اند.در ۲۳ شهریور ۱۳۸۴، محمد باقر قالیباف توسط شورای شهر تهران به عنوان شهردار تهران انتخاب شد و برای ۱۲ سال تا ۱ شهریور ۱۳۹۶ این پست را داشت. پرونده‌های فساد مالی پرشماری در این ۱۲ سال به او نسبت داده شده است که مهم‌ترین این‌ها، ماجرای املاک نجومی است.
بر پایهٔ گزارش تحقیق و تفحص شورای شهر تهران دربارهٔ قراردادهای شرکت رسا تجارت وابسته به بنیاد تعاون سپاه، شهرداری تهران در سال ۹۳ در قالب یک توافقنامه ۱۲ هزار و ۹۰۰ میلیارد تومان به شرکت‌های وابسته به سپاه داده و «بعد از شش سال نتوانسته آن را پس بگیرد». طرح تحقیق و تفحص از عملکرد شرکت رسا تجارت و قراردادهای این شرکت با شهرداری تهران که در دوران شهرداری محمدباقر قالیباف بسته شده، ۱۱ آبان سال ۹۸ شروع شد و گزارش نهایی آن روز یک‌شنبه، ۱۹ اردیبهشت در جلسه شورای شهر تهران قرائت شد.
سازمان قضایی نیروهای مسلح ایران در اطلاعیه‌ای از تأیید حکم عیسی شریفی، معاون محمدباقر قالیباف در دوران شهرداری تهران، در دیوان عالی کشور خبر داد. عیسی شریفی در شهریور سال ۹۶ بازداشت شد و پرونده فساد او به‌طور عمده مربوط به هلدینگ مالی یاس، از زیرمجموعه‌های اقتصادی بنیاد تعاون سپاه بود. شرکت «رسا تجارت» نیز زیرمجموعه این هلدینگ بود. این هلدینگ پس از افشای فسادهای پرشمار، منحل گردید.

## فساد نفتی

### پرونده کرسنت و استات‌اویل
بنابر حکم دادگاه Okokrim نروژ، شرکت نفتی استات‌اویل را به مبلغ ۲۰ میلیون کرونکر نروژی (۱٫۶ میلیون پوند؛ ۲٫۹ میلیون دلار) به خاطر رشوه دهی به مقامات ایرانی محکوم کرد. احمد توکلی، از نمایندگان اصول‌گرای مجلس نهم، مهدی هاشمی رفسنجانی را متهم به دریافت رشوه‌ای به میزان پنج میلیون و ۲۰۰ هزار دلار از شرکت نفتی نروژی استات‌اویل کرده است. همچنین سه سال بعد از بسته شدن قرارداد کرسنت، محمدرضا رحیمی (رئیس وقت دیوان محاسبات) در کنفرانس خبری، به تاریخ دهم بهمن سال ۸۴، این قرارداد را بزرگ‌ترین مصادیق مفاسد اقتصادی دانست. فساد اقتصادی به خاطر پرداخت رشوه و دلالی برای عقد قرارداد. حسن روحانی در زمان امضاء قرارداد کرسنت به عنوان دبیر شورای عالی امنیت ملی در نامه‌ای به بیژن زنگنه ایرادات قرارداد کرسنت را اینگونه توضیح می‌دهد: «فروش گاز به امارات از طریق واسطه (شرکت کرسنت)، عقد قرارداد طولانی ۲۵ ساله با یک شرکت غیرمعتبر که در سنوات قبل نیز عملکرد ضعیفی داشته است و در میدان مبارک حقوق ایران را نادیده گرفته است، قیمت و شرایط قراردادی در مقایسه با سایر قراردادهای منطقه بسیار نامطلوب است.» بیژن زنگنه دربارهٔ این مشکلات قرارداد کرسنت گفت: «سه مورد مطرح شده دربارهٔ قرارداد کرسنت ربطی به شورای عالی امنیت ملی ندارد.» هنگام امضاء قرارداد کرسنت توسط بیژن زنگنه، در مفاد قرارداد کرسنت ذکر شده بود که «مفاد قرارداد کرسنت باید برای مسئولین جمهوری اسلامی ایران محرمانه باشد.» یکی از دلایلی که برخی مفاد این قرارداد و ابعاد فساد در آن تا سال‌ها روشن نشده‌بود، به‌دلیل این بود که وزارت نفت در قرارداد با کرسنت قبول کرده بود که مفاد قرارداد محرمانه بماند. عباس یزدان‌پناه یزدی در یک نشست ویدیو کنفرانسی در دادگاه حضور پیدا می‌کند و دربارهٔ فساد در این پرونده اعتراف می‌کند اما برای نشست دوم که نشست اصلی بود، عباس یزدان‌پناه یزدی به طرز مشکوکی دیگر اثری از او پیدا نشد و طبق تحقیقات پلیس انگلستان مفقود یا کشته شده است. محمود احمدی‌نژاد، در مناظره تلویزیونی با میرحسین موسوی در جریان انتخابات ریاست جمهوری سال ۸۸، مهدی هاشمی را طرف قرارداد قرارداد استات‌اویل معرفی کرد. مدیرعامل خبرگزاری فارس به قرارداد کرسنت اشاره داشت و گفت: قرارداد کرسنت بزرگ‌تری فساد دوران ایران است، قراردادی با قیمت پایین و مشکلات سیاسی و امنیتی بالا که مهدی هاشمی در آن درگیر است، اولین کسی که مخالفت کرد دکتر حسن روحانی بود، از سوی دیگر آقای زنگنه را وزیر کردند؛ طرف مقابل هم گفتند چگونه با در دوران وزارت ایشان فسادی رخ‌داده درصورتی‌که مجدداً به وزارت منصوب‌شده‌اند، این باعث شد زمینه بدهی بسیار بزرگی در شکست قرارداد کرسنت نصیب ما شود. طبق گفته محمدرضا نعمت‌زاده، ایران در پروندهٔ کرسنت ۱۸ میلیارد دلار جریمه شد. حجت‌الاسلام رئیسی دربارهٔ کرسنت گفته بود: «ما یک کلمه گفتیم «به مردم آدرس غلط می‌دهند.» کنسرت را مطرح می‌کنند تا کرسنت‌ها فراموش شود.» رئیسی مجدد گفته بود «ما قرارداد کرسنت داشتیم که به خاطر آن ۱۴٫۵ میلیارد دلار جریمه شدیم؛» در همین راستا وزیر وقتِ نفت بیژن زنگنه دربارهٔ قرارداد کرسنت می‌گوید «در مورد کرسنت هیچ جریمه ای نشده‌ایم و قاطعانه و قدرتمندانه در حال دفاع هستیم.» برخلاف گفته‌های بیژن زنگنه، در تاریخ ۶ مهر ۱۴۰۰ ایران به پرداخت ۶۰۷ میلیون دلار محکوم شد و مشخص شد ادعاهای بیژن زنگنه که پیشتر گفته بود جریمه نشده‌ایم، کذب بوده است. زنگنه از رئیسی خواست تا دربارهٔ جریمه از جلیلی، زاکانی و بذرپاش دربارهٔ کرسنت بیشتر بپرسد که چه کسی دنبال مذاکره بوده و در چه زمانی و چه مرجعی چنین موردی را تصویب کرده است. طبق گفته مصطفی هشمی طبا، ایران در پرونده کرسنت به پرداخت ۱۴/۵ میلیارد دلار محکوم شد. به‌دلیل قرارداد کرسنت چندین بار ایران محکوم به پرداخت جریمه شده است. زنگنه همچنین در کمیسیون انرژی مجلس مدعی شد که نقشی در قرارداد کرسنت نداشته است. زنگنه اعلام کرد که صحبت‌های نابجایی برخی مقامات ایرانی همچون علیرضا زاکانی کرده‌اند، منجر به استناد تیم داوری شرکت کرسنت پترولیوم به صحبت‌های آنان شده است و در نتیجه منابع ملی به خاطر صحبت‌های غیرواقعی اصولگرایانی که در صدد تخریب اصلاح‌طلبان بوده‌اند به خطر افتاده است. زنگنه پیشتر اعلام کرده بود: این بهترین قرارداد گازی بوده که تا کنون امضاء شده و من هنوز هم از این قرارداد به شدت دفاع می‌کنم. در پرونده کرسنت علاوه‌بر بیژن زنگنه افراد دیگری مانند علی ترقی‌جاه و حمید ضیاجعفر حضور داشتند.

### شرکت سپانیر
مرجان شیخ‌الاسلامی آل آقا در یکی از پرونده‌های خود اختلاس ۷/۴ میلیارد دلار از شرکت سپانیر و سایر شرکت‌های وابسته پتروشیمی ایران انجام داد. در این کار علی اشرف‌ریاحی، داماد محمدرضا نعمت‌زاده به او کمک کرد.

### دکل نفتی
زنگنه، وزیر نفت ایران روز سه‌شنبه دوم تیر گزارش‌ها دربارهٔ «مفقود شدن» یک دکل نفتی خریداری شده از یک شرکت خارجی در دولت گذشته را تأیید کرد و گفت که با «پیگیری و شکایت» این وزارتخانه، پرونده‌ای در این زمینه تشکیل شده است. او همچنین اعلام کرد که فردی در دوران ریاست جمهوری محمود احمدی‌نژاد و با «سفارش وی»، قرارداد ۳۰ دکل نفتی را بدون انجام «تشریفات مناقصه» منعقد کرده است. ده روز پس از اظهارات وزیر نفت ایران دربارهٔ «مفقود شدن» یک دکل نفتی خریداری شده توسط شرکت تأسیسات دریایی در دولت سابق، یک نماینده مجلس می‌گوید که این شرکت یک دکل دیگر را نیز خریداری کرده، اما این دکل وارد ایران نشده است. خبرگزاری فارس از بازداشت فرزند عطاءالله مهاجرانی، وزیر سابق فرهنگ و ارشاد اسلامی ایران، در رابطه با پرونده دکل گم‌شده نفتی فورچونا گزارش داد.

## فساد بانکی

### اختلاس ۱۲۳ میلیارد تومانی
اختلاس ۱۲۳ میلیارد تومانی یک فساد مالی بود که توسط فاضل خداداد و با تبانی با کارمندان بانک صادرات ایران در سال ۱۳۷۴ روی داد. فاضل خداداد در نهایت به اتهام فساد مالی و تخلف اقتصادی به اعدام محکوم شد. وی تا شهریور ۱۳۹۰ رکورددار اختلاس در ایران بوده و پس‌از او مه‌آفرید امیرخسروی بود که با اختلاس ۳۰۰۰ میلیارد تومانی خود، متهم بزرگ‌ترین اختلاس مالی در ایران شد. فاضل خداداد با شروع جنگ ایران عراق در مهرماه ۱۳۵۹ از ایران خارج شد. پس از پایان جنگ در شهریورماه سال ۶۷ فاضل خداداد به ایران بازمی‌گردد و با معرفی آقای مرتضی رفیقدوست که آن زمان رئیس کمیته انقلاب اسلامی سعدآباد بود به یکی از شعب بانک صادرات معروف به شعبه ۲۰۷ در باغ فردوس (تجریش) مراجعه می‌کند و یک حساب جاری به باز می‌کنند.
ولی‌الله سیف، رئیس کل بانک مرکزی در دولت روحانی، ریاست بانک صادرات در این دوره برعهده داشت.

### ۳ میلیارد یورو در اختیار دو خانواده مشهور
۱۷ مرداد ۱۳۹۹ سه‌شنبه، روزنامه شرق طی گزارشی اعلام کرد، بیش از ده هزار شخصیت حقوقی و حقیقی در یک سال گذشته مبلغ حدود ۲۵ میلیارد یورو ارز معادل دلار چهار هزار و ۲۰۰ تومانی از بانک مرکزی دریافت کرده‌اند که بیش از ۶٫۸ میلیارد یورو در اختیار ۲۵ شرکت اول این فهرست ده هزارتایی می‌باشد که از این ۲۵ شرکت، ۲ شرکت متعلق به دو خانواده مشهور می‌باشد که مبلغ ۳ میلیارد یورو دریافت کرده‌اند. بر اساس این گزارش ۷۹۸ شخصیت حقیقی که بعضاً از مدیر یا هیئت مدیره شرکت‌ها هستند در این یک سال اخیر ۲۳۲ میلیون یورو ارز نیمایی دریافت کرده‌اند.

### مؤسسه مالی ثامن الحجج
ابوالفضل میرعلی، رئیس مؤسسه مالی ثامن الحجج و داماد امام جمعه پیشین سبزوار است. به دلیل اختلاس مالی ۱۲ هزار میلیارد تومانی به پانزده سال حبس محکوم شد. پرونده وی ۳۶۰ شاکی خصوصی دارد.

## زمین خواری

### زمین‌خواری لاریجانی‌ها
یک هفته از رفتن صادق آملی لاریجانی از قوه قضائیه جمهوری اسلامی نگذشته که با طرح دوباره موضوع زمین خواری و آشکار شدن برخی زوایای پنهان ویلاسازی‌ها در شهر لواسان استان تهران، مطالبه محاکمه او نیز مطرح شده است. اگر چه ماجرای ویلاسازی در لواسان به سال‌های قبل بازمی‌گردد اما به نظر می‌رسد کنار رفتن آملی لاریجانی از صندلی ریاستش در قوه قضائیه فرصتی را ایجاد کرده تا ردپای او در ویلاسازی لواسان بیش از هر زمان دیگری به چشم بیاید. پیشتر وزیر خارجه آمریکا در اشاره به فساد گسترده در جمهوری اسلامی، به حساب‌های شخصی صادق لاریجانی اشاره کرده و گفته بود جای تعجب است که یکی از اراذل و اوباش به ریاست دستگاه قضایی برسد. یاشار سلطانی روزنامه‌نگار که پیش از این موضوع املاک نجومی در شهرداری را افشا ساخته بود در یک توئیت به ماجرای ویلاهای کلاک اشاره کرده و گفته است که «صحنه گردان این پروژه صادق آملی لاریجانی و علی اکبر ناطق نوری روسای سابق قوه‌قضائیه و بازرسی دفتر رهبری بوده‌اند.» آقای سلطانی در این توئیت به مجوز ۶۲ ویلای دو هزار متری و تولید ثروت ۶ میلیاردی برای مالکان زمین نیز اشاره کرده است. محمد جواد اردشیر لاریجانی و برادر کوچکترش علی لاریجانی (رئیس مجلس‌های هشتم و نهم)، به‌صورت غیرقانونی حدود ۳۴۲ هکتار از اراضی ملی در حاشیه ورامین را تصرف کرده‌اند، چندین حلقه چاه غیرمجاز حفر کرده‌اند و در همان حوالی بیش از ۹۰۰ رأس گوسفند و ۲۰۰ نفر شتر نگهداری می‌کنند و حتی دامداری آن‌ها هم غیرقانونی است.

### اتهامات احمد توکلی
- زمین‌خواری احمد توکلی، نماینده اصولگرای مجلس به مساحت ۳۰۰۰ متر مربع از زمین‌های شهرک غرب تهران.[۲۵۱][۲۵۲]

## صنایع

### فولاد مبارکه
فساد ۹۲ هزار میلیارد تومانی فولاد مبارکه در سال ۱۴۰۰ که بزرگ‌ترین رقم اختلاس در ایران را شامل می‌شود

## کشاورزی

### مخلوط کردن ماسه‌بادی و خاک در گندم و آرد
۲۶ مرداد ۱۳۹۶ خبرگزاری صدا و سیما مرکز فارس با انتشار گزارش ویدئویی مفصلی از مخلوط کردن ماسه‌بادی و خاک با گندم برای افزایش وزن توسط سودجویان برای سرقت از بودجه دولتی گندم صحبت کرد. در این گزارش گفته شده بود که اکثر کارخانه‌جات خصوصی این آرد را قبول نمی‌کنند.

### در قاچاق خاک
قاچاق خاک حاصلخیز به حاشیه خلیج فارس از پیش از سال ۱۳۹۰ بود و ادامه داشت. ۲۴ اردیبهشت ۱۳۹۲، سخنگوی کمیسیون کشاورزی مجلس خبر از قاچاق خاک‌های مرغوب ایران به کشورهای حاشیه خلیج فارس داد و در خبرگزاری‌های داخلی، گزارش‌های متعدد قاچاق حجم انبوه خاک به صورت علنی و در روز روشن از استان فارس تاکنون که سال ۱۳۹۶ است همچنان ادامه دارد. این در حالی است که این کار به‌واسطه کشتی‌های باری هندی انجام می‌شود اما سال ۱۳۹۵ برخی از خبرگزاری‌ها اینطور مطرح کردند که:
یک روز پس از هشدار رئیس سازمان محیط زیست رئیس‌جمهور اعلام کرده که کشورهای حاشیه خلیج فارس «با لنج خاک ایران را برای کشاورزی و سایر مقاصد می‌برند».

## افشاگری دربارهٔ فساد اقتصادی سران جمهوری اسلامی
- عباس پالیزدار، دبیر کمیته تحقیق و تفحص از قوه قضاییه در دو سخنرانی جنجالی خود، افشا کرد که ۵۰ تن از مقامات و روحانیان بلندپایه نظام جمهوری اسلامی در فساد اقتصادی، دست دارند؛ وی درین باره نام افراد ذیل را برد:[۲۶۰]

1. اکبر هاشمی رفسنجانی؛ دومین رئیس مجمع تشخیص مصلحت نظام، دومین رئیس مجلس خبرگان رهبری، چهارمین رئیس‌جمهور ایران، نخستین رئیس مجلس شورای اسلامی، وزیر پیشین کشور؛[۲۶۰]
2. و برخی از فرزندان هاشمی رفسنجانی (مانند مهدی هاشمی)؛[۲۶۰]
3. عباس واعظ طبسی (سرپرست آستان قدس رضوی)؛[۲۶۰]
4. (و فرزندش) ناصر واعظ طبسی؛[۲۶۰]
5. محمد یزدی (از اعضای سابق شورای نگهبان و مجلس خبرگان، دبیر پیشین جامعه مدرسین حوزه علمیه قم و رئیس سابق قوه قضاییه)؛[۲۶۰]
6. (و فرزندش) حمید یزدی؛[۲۶۰]
7. ابوالقاسم خزعلی (عضو پیشین جامعه مدرسین و فقیهان شورای نگهبان)؛[۲۶۰]
8. علی اکبر ناطق نوری (رئیس بازرسی ویژه دفتر سید علی خامنه‌ای)؛[۲۶۰]
9. علی فلاحیان (وزیر پیشین اطلاعات)؛[۲۶۰]
10. عبدالحسین معزی (مشاور فرهنگی دفتر خامنه‌ای)؛[۲۶۰]
11. محسن رفیق‌دوست (رئیس پیشین بنیاد مستضعفان) و از بنیانگذاران سپاه پاسداران انقلاب اسلامی؛[۲۶۰]
12. حبیب‌الله عسگراولادی (دبیرکل مؤتلفه اسلامی)؛[۲۶۰]
13. یحیی رحیم صفوی (فرمانده پیشین کل سپاه پاسداران انقلاب اسلامی)...[۲۶۰]

- هم‌زمان با وی عبدالله شهبازی (یکی دیگر از توابین وابسته به مراکز امنیتی) نیز دربارهٔ فساد اقتصادی افراد ذیل، افشاگری کرد.[۲۶۰]

1. محی‌الدین حائری شیرازی (نماینده ولی فقیه و امام جمعه شیراز)؛[۲۶۰]
2. عبدالعلی نجفی (فرمانده سپاه حفاظت انصارالمهدی)؛[۲۶۰]
3. روح‌الله حسینیان (از همکاران سعید امامی).[۲۶۰]

- همچنین وزارت امور خارجه آمریکا (در دوره مایک پمپئو) برخی از فقیهان و نظامیان نظام جمهوری اسلامی ایران را به فساد بزرگ اقتصادی، متهم کرد:[۲۶۱][۲۶۲]

1. سید علی خامنه‌ای (۲۰۰ میلیارد دلار[۲۶۳])؛[۲۶۱][۲۶۲]
2. ناصر مکارم شیرازی (به عنوان سلطان شکر و بیش از ۱۰۰ میلیون دلار)؛[۲۶۴][۲۶۵][۲۶۱][۲۶۲]
3. صادق لاریجانی (دست‌کم ۳۰۰ میلیون دلار)؛[۲۶۱][۲۶۲]
4. محمد امامی کاشانی (مالک چند معدن پرسود ایران)؛[۲۶۱][۲۶۲]
5. صادق محصولی (از اعضای سپاه پاسداران انقلاب اسلامی).[۲۶۱][۲۶۲]

## نیروهای نظامی

### سپاه پاسداران
- فساد در هلدینگ یاس:شرکت گروه توسعه اقتصادی یاس مشهور به «هلدینگ یاس» بازوی اصلی بنیاد تعاون سپاه بود که در حوزه خدمات، واسطه‌گری و مسکن فعالیت داشت. این هلدینگ در واقع نقش خزانه نیروی قدس سپاه را بازی می‌کرد. هلدینگ یاس پس از بروز مفاسد گسترده که منجر به بازداشت برخی مدیرانش در سال ۹۶ شد، منحل شد. رقم یکی از پرونده‌های فساد مرتبط با این هلدینگ ۱۳ هزار میلیارد تومان اعلام شده است.[۲۶۶][۲۶۷]
- فساد در شرکت تجارت الماس مبین:این شرکت در همکاری با سپاه، تجهیزات و لوازم لازم برای جعل اسکناس را از اروپا را تأمین کرده و در معاملات اسلحه و جعل اسکناس برای تأمین نیازهای مالی شورشیان حوثی در یمن نیز نقش داشته است که توسط محمود سیف که در ایران با نام محسن سجادی‌نیا اداره می‌شد.[۲۶۸][۲۶۹][۲۷۰]
- فساد در مؤسسه مالی و اعتباری ثامن:ابراهیمی، مدیرعامل بانک انصار در یک پرونده ۱۰۰۰ میلیارد تومان از محل منابع مالی «همراه اول» که در بانک انصار بوده، به فردی به نام [علی اصغر] شماعی داده است که ضمانت‌نامه‌اش باطل بوده و بعد این پرونده را برده به مؤسسه مالی و اعتباری ثامن الحجج.[۲۷۱]
- فساد در فولاد مبارکه اصفهان:تحقیق و تفحص مجلس با انتشار گزارشی از فولاد مبارکه اصفهان نمایی از فساد و تخلف‌های چند ده هزار میلیارد تومانی در این شرکت بزرگ دولتی و گوشه‌ای از فساد و دریافت‌های چندین میلیارد تومانی مقام‌های وزارت اطلاعات، فرماندهان سپاه، مقام‌های دولتی، صداوسیما و امام‌جمعه‌ها آشکار کرد. شرکت فولاد مبارکه براساس تفاهمنامه‌ای با سپاه ناحیه مبارکه، مبلغ ۴۳ میلیارد تومان در بانک قرض‌الحسنه رسالت سپرده‌گذاری کرده است تا این بانک به افراد معرفی‌شده از سوی فرماندهان سپاه مبلغ ۱۵ میلیارد تومان تسهیلات پرداخت کند. گزارش تحقیق و تفحص از این اقدام به عنوان «بهره‌گیری از اعتبارات مالی در خارج از منافع سهامداران» نام برده و تأکید کرده که این اقدام هفت میلیارد و ۷۴۰ میلیون تومان به منافع سهامداران ضرر زده است. همچنین به درخواست فرمانده سپاه صاحب‌الامر سپاه استان اصفهان، فولاد مبارکه مبلغ شش میلیارد و ۳۳۵ میلیون تومان به حساب معرفی‌شده پول ریخته است.[۲۷۲]
- فساد در قرارگاه خاتم‌الانبیاء:صادق ذوالقدرنیا در گفتگو با مسئول دفتر محمدعلی جعفری می‌گوید:[۲۷۳] «در قرارگاه سازندگی خاتم‌الانبیاء ۲۳ هزار میلیارد تومان به مردم بدهکاریم. عبداللهی ۳۰ هزار میلیارد تومان از دولت طلب دارد … دولت می‌گوید قرارگاه خاتم ده هزار میلیارد تومان طلبکار است. اختلاف ما ۲۰ هزار میلیارد تومان است و [درباره طلب از دولت] سند نداریم.»

### سپاه قدس
سید محمود موسوی مجد به اتهام جاسوسی برای سرویس‌های جاسوسی بیگانه متهم و اعدام شد. دوستان او معتقد هستند علت اتهام جاسوسی محمود «تصفیه حساب» فرمانده هان ایرانی در سوریه است. پدر او (کاظم موسوی مجد) در نامه ای اظهار کرد محمود قبل از ترک نیروی قدس، گزارش گروهی فاسد از فرماندهان ایرانی را به حفاظت اطلاعات سپاه ارسال کرده بود که در آن تخلفات مالی، اخلاقی و مواد مخدر افرادی که «آقازاده» بودند ذکر شده بود.